# Polyphida monticola
Polyphida monticola es una especie de escarabajo longicornio del género Polyphida, tribu Glaucytini, orden Coleoptera. Fue descrita científicamente por Heller en 1915.
La especie se mantiene activa durante el mes de junio.

## Descripción
Mide 12-16 milímetros de longitud.

## Distribución
Se distribuye por Filipinas.